# Печетто-Торинезе
Печетто-Торинезе (итал. Pecetto Torinese) — коммуна в Италии, располагается в регионе Пьемонт, в провинции Турин.
Население составляет 3687 человек (2008 г.), плотность населения составляет 410 чел./км². Занимает площадь 9 км². Почтовый индекс — 10020. Телефонный код — 011.
Покровительницей коммуны почитается Пресвятая Богородица, празднование в первое воскресение октября.

## Демография
Динамика населения:

## Администрация коммуны
- Официальный сайт: http://www.comune.pecetto.to.it/ Архивная копия от 20 июня 2008 на Wayback Machine